# Maghnia
 (janvier 2011).
Si vous disposez d'ouvrages ou d'articles de référence ou si vous connaissez des sites web de qualité traitant du thème abordé ici, merci de compléter l'article en donnant les références utiles à sa vérifiabilité et en les liant à la section « Notes et références ».
Maghnia (anciennement Marnia pendant la colonisation française) est une commune de la wilaya de Tlemcen en Algérie.
Ce lieu était occupé par les Romains et on l'appelait alors Numerus Syrorum.

## Géographie

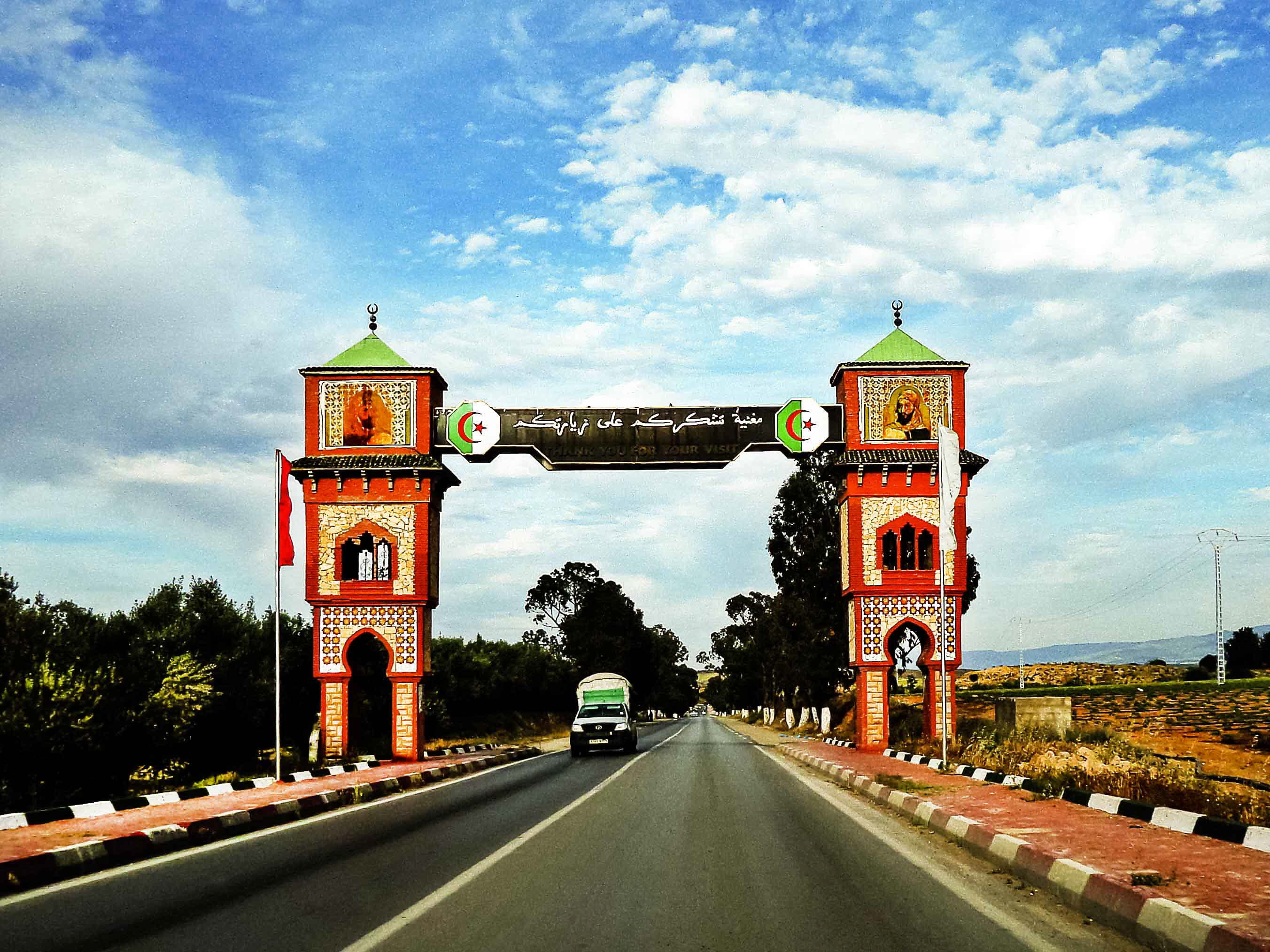
Photo de l'entrée de Maghnia

### Situation
Le territoire de la commune de Maghnia est situé au nord-ouest de la wilaya de Tlemcen.
La ville de Maghnia est située 580 km à l'ouest d'Alger, 39 km de Tlemcen, à 137 km au sud-ouest d'Oran, à 30 km au sud de la ville portuaire de Ghazaouet et à 20 km à l'est d'Oujda (Maroc). On y trouve deux postes frontaliers, Akid Abbas et Akid Lotfi.
| Souani  | Djebala, Hammam Boughrara | Hammam Boughrara |
| (Maroc) | Maghnia                   | Bouhlou          |
| (Maroc) | Beni Boussaid             | Sidi Medjahed    |

### Transports
Par la route : Maghnia est la dernière localité algérienne desservie par l'autoroute Est-Ouest à l'extrémité ouest du pays. la RN7 permet de rejoindre Tlemcen à l'est et Oujda au sud-ouest, la RN35 pour aller à Aïn Témouchent au nord-est et la RN99 au nord vers Ghazaouet.
Par le rail : Train régional quotidien en direction d'Oran à 4 h 45 min, de Tlemcen à 6 h 18 min et de Ghazaouet à 17 h 53 min.

### Localités de la commune
En 1984, la commune de Maghnia est constituée à partir des localités suivantes :
- Maghnia
- Mezaida
- Bekhata
- Bettaïn (beni ouassine)
- Messamda
- Akid Abbes (zoudje fako)
- Akid Lotfi
- Chebikia
- El Guessas
- Ouled Charef
- M'Khalif
- Ouled Dhiri
- Djeraba
- Ouled Kaddour Kbar Oua Sghar
- Telalsa
- Zerigua (meghara)
- Ouled Mellouk El Attamna
- Ouled Moussa
- Ouled Ziane
- Ouled Bensaber

## Histoire

### Préhistoire
Dès l’âge de la préhistoire, le site de Maghnia fut occupé par des groupes humains importants comme en témoignent quantités de quartzites, de basaltes, de grès, de silex taillés et ouvrés, recueillis sur le territoire de Maghnia et dans ses environs immédiats « oued Mouilah »[réf. nécessaire].

### Antiquité
Ce fut un établissement carthaginois d’abord,[réf. nécessaire] puis un poste romain, appelé, d’après les bornes milliaires « NUMERUS SYRORUM » ou simplement « SYRORUM » ou « SYR ». Les Romains y établirent un camp militaire, entouré d’un fossé large et profond, flanqué de tours carrées et où l’on entrait par 4 portes. Le nom de numerus Syrorum désigne au départ l'unité auxiliaire de l'armée romaine qui avait sa garnison dans le camp. Il s'agissait d'une unité recrutée initialement en Syrie. Cette unité avait été auparavant cantonnée en Dacie. Le camp était le camp le plus occidental du dispositif militaire développé en Maurétanie Césarienne à l'époque sévérienne, la nova praetentura.
Un grand nombre d’inscriptions tumulaires votives ou de bornes milliaires, découvertes plus tard et une épaisse couche de cendres, de charbons, de débris retrouvées dans tous les environs, à une profondeur à peu près uniforme, ont prouvé l’existence de ce poste romain, qui a dû être détruit par un incendie. Plus tard, quand la domination romaine eut complètement disparu, les remparts de l’ancien castellum subsistèrent ; de là, le nom de « SOUR » (rempart) donné parfois par les autochtones à Maghnia et sans rapport avec le SYR des Romains. Un important marché de nomades se tient régulièrement auprès de l’ancien camp romain. En effet, par sa situation géographique, au centre d’un long et étroit couloir entre Tlemcen et Fès et facilement accessible, d’autre part, aux montagnards du sud et aux habitants du littoral, Maghnia ne pouvait manquer d’être un lieu important d’échanges.

### Période des dynasties musulmanes Berbères
C’était le lieu tout indiqué pour les rencontres des tribus dont les campements s’élevaient sur tout le territoire environnant. Les plaines étaient généralement habitées par des nomades souvent arabisés après l'islamisation, qui consacraient à l’élevage des moutons, des chevaux, des chameaux et à la culture des céréales. Les Berbères, qui vivaient dans les montagnes, formaient environ un cinquième de la population totale.
C’était à Maghnia que les adeptes des deux types d’économie présentaient leurs produits. Sous la domination arabe lui fut donné le nom de Lalla-Maghnia. Ce nom est celui d’une sainte musulmane toujours vénérée dans la région y compris par une grande partie des membres des tribus marocaines des Angad. Elle a été inhumée près de Maghnia. En ce lieu se trouve encore aujourd’hui la Kouba. Ce mausolée n’offre aucune particularité artistique, mais la Kouba indigène est élevée vers la fin du XVIIIe siècle.

### Époque de la colonisation française
En 1836, au moment où la première expédition française entrait à Tlemcen, les ruines du camp militaire romain de Lalla-Maghnia furent signalées aux officiers français. Ce ne fut que 7 ans après, au mois de novembre 1843, qu’elles furent exploitées par le général Bedeau accompagné du commandant. C’était au moment où l’émir Abd El-Kader venait de se réfugier au Maroc.
Le 23 mai 1884, le vicomte Charles de Foucault (plus tard, Père de Foucault) y achèvera sa "Reconnaissance du Maroc".
Lors de la colonisation, la ville est appelée Marnia et fait d'abord partie du département d'Oran puis, à partir de 1957, du département de Tlemcen.
Sa devise était : Numerus syrorum (ancien nom latin de Marnia).
Après l'indépendance, elle prend le nom de Maghnia.

## Démographie
Maghnia est la deuxième commune la plus peuplée de la wilaya de Tlemcen après Tlemcen, selon le recensement général de la population et de l'habitat de 2008, la population de la commune de Maghnia est évaluée à 114 634 habitants contre 39 294 en 1977:
| 1977   | 1987   | 1998   | 2008    |
| ------ | ------ | ------ | ------- |
| 39 294 | 62 137 | 95 904 | 114 634 |

## Vie quotidienne à Maghnia

### Sport
Maghnia dispose de différents clubs de sports comme le football, le karate do qui existe depuis la colonisation de l'Algérie sous le nom de SSEPM, le handball, l'athlétisme, la boxe, le volley-ball et l'Haltérophilie. Les Clubs de l'IRB Maghnia, de l'ASB Maghnia et de Entente Sportive Jeunesse Maghnia E.S.J.M, représentent la ville dans de nombreuses compétitions.

## Personnalités liées à la commune
- Roger Carcassonne (1911-1991), résistant français, y est né.
- Raïs M'Bolhi, gardien de but de l'équipe nationale algérienne de football. (Originaire)
- Ahmed Ben Bella (1916-2012), premier président de la République algérienne, y est né.
- Mahjoub Ben Bella (1946-2020), artiste peintre.
- Tayeb Belaïz (1948-2023), homme politique.
- Mehdi Charef (1952-), réalisateur, y est né.
- Frédéric Haziza (1960-), journaliste, y est né.
- Rachid Bouchareb, réalisateur.
- Raja Meziane (1988-), chanteuse et avocate, y est née
- Marcel Tinazzi, cycliste professionnel, champion de France et équipier de Sean Kelly.
- Mohamed Khemisti, ministre des Affaires étrangères de Ben Bella y est né.
- Abdelhafid Metalsi, acteur, y est né. Il incarne le personnage principal dans la série Cherif.